# José Agustín Goytisolo i Gay
 José Agustín Goytisolo i Gay (Barcelona, 13 april 1928 - aldaar, 19 maart 1999) was een Catalaanse dichter die in het Castiliaans (Spaans) schreef. Hij vertaalde ook Catalaanse en Italiaanse poëzie naar het Castiliaans.

## Leven
Hij werd geboren in een burgerlijke familie in Catalonië. Zijn beide jongere broers, Juan en Luis, zijn ook literair actief. Hij was tien jaar oud toen zijn moeder tijdens een bombardement door de franquistische rebellen omgekomen is. Deze gebeurtenis heeft hem sterk geraakt. Heel de familie heeft zich in de antifranquistische verzetsbeweging geëngageerd. Zijn bekendste bundel, Palabras para Julia, heeft hij aan zijn dochter, die dezelfde voornaam als zijn moeder had, opgedragen. Hij noemde zichzelf een “linkse vrijschutter”.
Hij begon zijn studie rechtsgeleerdheid aan de Universiteit van Barcelona, maar na zijn deelneming aan de Caputxinada, een van de eerste grote bijeenkomsten van de verzetsbeweging, heeft hij zijn studies in Madrid moeten afwerken. Daar kwam hij in contact met dichters als José Ángel Valente, José Manuel Caballero Bonald, Alfonso Costafreda, Ángel González en Jaime Gil de Biedma. Zij vormden de Generatie van de jaren 50, schrijvers die allemaal sterk begaan waren met de terugkeer van de democratie in het totalitaire Spanje van generaal Francisco Franco.
In zijn poëzie zoekt hij naar alternatieven voor het kapitalistische franquisme, maar dit is volgens Manuel Vázquez Montalbán meer een aanleiding dan een thema voor zijn zoektocht naar een nieuw humanisme. Ter gelegenheid van zijn 70ste verjaardag zei hij: “Het is niet alleen een van de belangrijkste Spaanse dichters van de tweede helft van de 20ste eeuw, maar het is ook een van de beste mensen die ik ooit heb leren kennen.”
Ook als vertaler naar het Castiliaans van werk van Salvador Espriu i Castelló, Joan Brossa i Cuervo, Joan Oliver i Sallarès, Cesare Pavese en Pier Paolo Pasolini heeft hij belangrijk werk geleverd.
Tegen het einde van zijn leven had hij vaker zwaarmoedige buien. Op 19 maart 1999 viel hij bij het afstellen van een zonnescherm van het balkon van zijn woning. Sommige kranten en de politie spraken van zelfmoord maar dit werd door de nabestaanden uitdrukkelijk ontkend. Na een civiele begrafenisplechtigheid werd hij op 21 maart op het kerkhof van Montjuïc begraven.

## Werken

### Dichtbundels
- 1955: El retorno
- 1965: Salmos al viento
- 1959: Claridad
- 1961: Años decisivos
- 1968: Algo sucede
- 1973: Bajo tolerancia
- 1976: Taller de Arquitectura
- 1977: Del tiempo y del olvido
- 1980: Los pasos del cazador
- 1984: Final de un adiós
- 1993: Elegías a Julia Gay
- 1994: Como los trenes de la noche
- 1995: Cuadernos de El Escorial

### Bloemlezingen en vertalingen
- 1968: Poetas catalanes contemporáneos
- 1970: Poesía cubana de la Revolución
- Bloemlezing van José Lezama Lima
- Bloemlezing van Jorge Luis Borges

## Onderscheidingen en erkenning
- 1954: Premio Adonais
- 1956: Premio Boscán
- 1985: Creu de Sant Jordi
- 1992: Premio de la Críitica de poesia castellana voor La noche le es propicia

- Bibsys: 90383462
- Biblioteca Nacional de España: XX948281
- Bibliothèque nationale de France: cb12027147g (data)
- Catàleg d'autoritats de noms i títols de Catalunya: 981058508548006706
- CiNii: DA12683782
- Gemeinsame Normdatei: 119097443
- International Standard Name Identifier: 0000 0001 0938 7895
- Library of Congress Control Number: n85278034
- MusicBrainz: 6ddc1e6b-96f7-4158-ab82-4a04103d6dcc
- Nationale Bibliotheek van Tsjechië: jn20000602187
- Nationale bibliotheek van Australië: 35754679
- Nederlandse Thesaurus van Auteursnamen: 069293619
- Réseau des bibliothèques de Suisse occidentale: 02-A003312247
- Istituto Centrale per il Catalogo Unico: RAVV060828
- LIBRIS: 240535
- Système universitaire de documentation: 02843563X
- Virtual International Authority File: 117022600